# Кровавая среда (Польша, 1906)
Кровавая среда (пол. Krwawa środa) — скоординированный террористический акт, организованный Боевой организацией ППС и направленный против российских властей в Царстве Польском. Кровавая среда стала одним из крупнейших военных мероприятий, устроенных польскими левыми силами во время Революции в Польше с 1905—1907 гг.

## История
Часть членов партии ППС, придерживавшихся умеренных взглядов, не поддерживала проведение данной террористической акции. Особенно против неё выступал Юзеф Пилсудский.
15 августа 1906 года в 19 городах Царства Польского был проведён одновременный террористический акт, направленный против представителей российской власти, в основном на полицейских, жандармов и агентов Охранки.
Различные источники существенно различают общее число погибших российских чиновников от 19 до 80 человек и раненых от 43 до 69 человек. Сообщалось, что в Варшаве в этот день пострадало около 100 человек гражданского населения, 50 полицейских и было убито около 200 русских солдат.

## Важнейшие акции
Во время Кровавой среды было совершено около ста различных акций.
- Группа под руководством Генрика Барона напала в Варшаве на полицейские участки и вступила в открытый бой с казаками, что вызвало панику среди военного гарнизона в Варшаве и привело к выводу основных военных сил из города;
- В Лодзи отряд численностью 25 человек напал на полицейский участок;
- Во Влоцлавке в собственной квартире был застрелен начальник полиции;
- 18 августа участница женского отделения Боевой организации Ванда Крахельская совершила неудачное покушение на Варшавского генерал-губернатора Георгия Скалона.

## Последствия
В ответ на Кровавую среду российское правительство провело массовый арест и начало преследование польских политических активистов. Российские власти провели ряд рейдов в рабочих районах Варшавы, Лодзи и в других крупных польских городах.

## Источник
- Waldemar Potkański: Odrodzenie czynu niepodległościowego przez PPS w okresie rewolucji 1905 roku. Warszawa: 2008. ISBN 9788371815270